# Cal Tjader
 (octobre 2022).
La mise en forme du texte ne suit pas les recommandations de Wikipédia : il faut le « wikifier ».
Les points d'amélioration suivants sont les cas les plus fréquents. Le détail des points à revoir est peut-être précisé sur la page de discussion.
- Les titres sont pré-formatés par le logiciel. Ils ne sont ni en capitales, ni en gras.
- Le texte ne doit pas être écrit en capitales (les noms de famille non plus), ni en gras, ni en italique, ni en « petit »…
- Le gras n'est utilisé que pour surligner le titre de l'article dans l'introduction, une seule fois.
- L'italique est rarement utilisé : mots en langue étrangère, titres d'œuvres, noms de bateaux, etc.
- Les citations ne sont pas en italique mais en corps de texte normal. Elles sont entourées par des guillemets français : « et ».
- Les listes à puces sont à éviter, des paragraphes rédigés étant largement préférés. Les tableaux sont à réserver à la présentation de données structurées (résultats, etc.).
- Les appels de note de bas de page (petits chiffres en exposant, introduits par l'outil «  Source ») sont à placer entre la fin de phrase et le point final[comme ça].
- Les liens internes (vers d'autres articles de Wikipédia) sont à choisir avec parcimonie. Créez des liens vers des articles approfondissant le sujet. Les termes génériques sans rapport avec le sujet sont à éviter, ainsi que les répétitions de liens vers un même terme.
- Les liens externes sont à placer uniquement dans une section « Liens externes », à la fin de l'article. Ces liens sont à choisir avec parcimonie suivant les règles définies. Si un lien sert de source à l'article, son insertion dans le texte est à faire par les notes de bas de page.
- La présentation des références doit suivre les conventions bibliographiques. Il est recommandé d'utiliser les modèles {{Ouvrage}}, {{Chapitre}}, {{Article}}, {{Lien web}} et/ou {{Bibliographie}}. Le mode d'édition visuel peut mettre en forme automatiquement les références.
- Insérer une infobox (cadre d'informations à droite) n'est pas obligatoire pour parachever la mise en page.

Pour une aide détaillée, merci de consulter Aide:Wikification.
Si vous pensez que ces points ont été résolus, vous pouvez retirer ce bandeau et améliorer la mise en forme d'un autre article.
Cal Tjader (Callen Radcliffe Tjader Jr.) est un musicien de latin jazz américain, né le 16 juillet 1925 à Saint-Louis (Missouri) et décédé le 5 mai 1982 à Manille (Philippines) d'une attaque cardiaque à presque 57 ans. Il jouait du vibraphone mais aussi de la batterie, des percussions et du piano. Il a travaillé avec de nombreux musiciens dont Mongo Santamaría ou Willie Bobo. Sa spécialité était d'associer des percussionnistes afro-cubains et une section de jazz.

## Biographie
Cal Tjader, est le fils de Callen Radcliffe Tjader (1893 - 1967) et de Victoria Wallace Evans (1903-1967). Il avait un frère Curry Butler Tjader qui a fait la guerre de Corée dans l’US Army. Il s’était marié à Patricia Ann Bandettini, né[réf. nécessaire] 21 Avr 1926 à Kern County, California, USA. Après son mariage, elle est devenue Pat Tjader ; elle est décédée le 27 juin 2004. Les deux époux reposent dans le caveau familial des Bandettini.

### Son enfance au San Francisco College
Cal Tjader, fils d’un producteur de musique, apprend très jeune la danse avant de se tourner vers la musique, et en particulier les percussions. Le jeune Tjader étudie la musique et l'éducation au San Francisco State College avant de collaborer avec son partenaire de chambre dans la Bay Area, Dave Brubeck. Il jouera de la batterie dans le Brubeck Trio entre 1949 et 1951 : plusieurs titres et albums sont enregistrés, puis réédités pour Fantasy Records. Ce qui lui permettra plus tard de signer pour cette maison de disques. À la fin des années 1940, il joue aussi dans quelques groupes californiens. Il travaille ensuite brièvement avec Alvino Rey.
Au début des années 1950, il fonde et dirige son propre groupe The Cal Tjader Trio, avec lequel il enregistre son premier album en tant que leader pour Fantasy Records. Il rejoint en 1953 le combo quintet de George Shearing alors qu'il était en pleine réussite, en tant que vibraphoniste et percussionniste jazz. Ce quintette était appelé "Wrap your troubles in drums" et Cal y jouait aussi de la batterie et des bongos.
C'est alors que commence l'histoire d'amour entre Tjader et la musique latine, que d'autres appelleront le Latin jazz. Avec Shearing, Cal fait des voyages fréquents à New York et commence à écouter les combo latin jazz de New York de Tito Puente et de Machito.

### Fantasy Records & The Cal Tjader Modern Mambo Quintet (1954-1962)
Tjader quitte Shearing en 1954 après une dernière représentation dans un jazz club de San Francisco nommé The Blackhawk. il décide alors de former de nouveau son propre groupe "The Cal Tjader Modern Mambo Quintet" qui reste dans des rythmes latins, mais qui continuait à jouer avec des instruments de jazz normaux. Le groupe enregistre de nombreux albums dans une rapide succession, incluant Mambo With Tjader. Les membres du groupe de cette époque sont :
- les frères Manuel et Carlos Duran : piano et contrebasse respectivement ;
- Bayardo "Benny" Velarde : timbales, bongos, et congas ;
- Edgardo Rosales : congas (Luis Miranda remplacera Rosales après la première année).

Tjader enregistre aussi sous des groupes différents quelques straight-ahead jazz albums toujours pour Fantasy Records. Le plus connu de ces groupes éphémères est The Cal Tjader Quartet (composé du bassiste Gene Wright, du batteur Al Torre, et de Vince Guaraldi au piano). Il est considéré alors comme un membre représentatif de la "San Francisco's flourishing 1950s bebop scene".
En 1956, Cal Tjader recommande Gus Mancuso à l'attention de Fantasy Records. Pour remercier Cal Tjader, Mancuso enregistrera avec lui deux LP pour ce label Introducing Gus Mancuso en 1956 et Music From New Faces en 1958.
Il fera équipe avec le légendaire saxophoniste jazzman Stan Getz en 1958, pour enregistrer et produire un album très bien accueilli : The Cal Tjader-Stan Getz Sextet.
En 1959, The Cal Tjader Modern Mambo Quintet ouvre le second Monterey Jazz Festival sous les acclamations du public.
La formation continuera à exister, à enregistrer et à se produire ainsi jusqu'en 1962.
Willy Bobo et Mongo Santamaría rejoignirent finalement le groupe de Tjader en tant qu'accompagnement et Vince Guaraldi devint aussi membre du groupe à certaines occasions en tant que pianiste. Considéré comme le meilleur percussionniste américain pouvant interpréter du latin jazz, Cal Tjader est accompagné dans les années 1950 par Candido, Armando Peraza, Eddie Palmieri (sur lequel il aura une influence majeure), Paul Horn (saxophoniste), Willie Bobo, Stan Getz, Al McKibbon, Johnnie Rae (percussionniste latin) et Tito Puente. La liste des personnes qui enregistre avec lui à cette époque est assez impressionnante.
Tjader enregistre une longue série de plus de 20 albums de jazz - en grande partie latins - pour Fantasy du milieu des années 1950 jusqu'à 1962.

### Les années Verve Records (1962-1967)
En 1961, il signe chez Verve Records fondée originellement par Norman Granz mais détenue ensuite par Metro-Goldwyn-Mayer. Cette signature lui offre le luxe de budgets larges, sous la direction de Creed Taylor pour réaliser des albums très différents allant même jusqu'à enregistrer un album avec des rythmes asiatiques.
Avec l'aval notamment financier de cette grande maison de disques renommée, il agrandit son domaine stylistique et joue avec des artistes comme Lalo Schifrin, Anita O'Day, Kenny Burrell et Donald Byrd. Les plus grands écarts de styles du son Latin jazz qui caractérisent la musique de Cal sont les albums Several Shades of Jade (1963) et Breeze From the East (1963).
En 1965, Tjader obtient un succès public et financier avec "Soul Sauce" qui rentrera brièvement dans le Top 40 charts (il s'agit d'une nouvelle version de "Guacha Cuaro" de Dizzy Gillespie et Chano Pozo, que Tjader avait déjà enregistré pour Fantasy et réenregistrée en 1964). L'album se vend à plus de 100 000 exemplaires et rend populaire le terme Salsa en proposant une musique latine dansante.
En 1966, Cal Tjader retrouve le New-Yorkais Eddie Palmieri pour produire et enregistrer El Sonido Nuevo (The New Sound). Un LP similaire sera enregistré pour le label Tico Records avec lequel Eddie Palmieri est sous contrat, et intitulé Bamboleate. Le duo offre dans cet album un son plus noir, voir sinistre (NB : on parlera plus tard d'acid jazz).

### L'éphémère label Skye Records (1967-1969)
En 1969, Tjader avec le guitariste Gábor Szabó et Gary McFarland, joueront un rôle clé pour fonder l'éphémère label Skye Records. Le travail de Tjader de cette époque est caractérisé par une note groovie, basé sur un son funk. Les albums Solar Heat (1968) and Tjader Plugs In (1968-69) sont précurseurs de l'acid jazz. Ils se produisent au Harlem Cultural Festival durant l'été 1969.
Les années 1960 sont dans la carrière de Tjader's sa période la plus prolifique. Durant les années " Verve ", Cal Tjader travaille avec Donald Byrd, Lalo Schifrin, Anita O'Day, Willie Bobo, Armando Peraza, un jeune passionné : Chick Corea, Clare Fischer, Jimmy Heath, Kenny Burrell, et d'autres…

### Retour chez Fantasy Records (1970-1979)
Cal Tjader, comme beaucoup d'artiste de jazz à cette époque, souffre durant les années 1970 de la montée en puissance du rock and roll. Pour rester dans le "Coup", Tjader ajoute des instruments électroniques à sa formation et commence à employer des sons rock beats sur ses arrangements.
Il revient alors chez Fantasy Records en 1970, maison de disques importante avec laquelle il va enregistrer ce qui restera peut-être comme un de ses meilleurs disques, Tambu (1973). Enregistré dans de très bonnes conditions et en collaboration avec un des meilleurs guitaristes acoustique, Charlie Byrd, parfois surnommé l’ambassadeur de la musique brésilienne aux États-Unis mais cette fois-ci, exceptionnellement, il y joue de la guitare électrique. À noter aussi son extraordinaire live performance sur le disque en public Puttin’ It Together de 1975. Son album le plus salué par la critique Amazonas, (1975) est produit par Airto.
C'est pendant cette période que Tjader découvre et se lie d'amitié avec le jeune joueur de congas (=conguero) Poncho Sanchez. Sanchez parlera plus tard de Cal Tjader comme son « père musical et spirituel ».
En 1976, Tjader enregistre plusieurs performances live shows à Grace Cathedral (San Francisco). Comme au Monterey Jazz Festival show, il y joue un mix de standards de jazz et des arrangements Latin. Ensuite, il part en tournée au Japon avec le saxophoniste Art Pepper qui en a terminé avec ses déboires entre l'alcool, la drogue et la prison. Plusieurs représentations sont couronnées de succès avec un retour en grâce du jazz à cette période.

### Le Label Concord Picante Records (1979-1982)
Il signe avec Concord Picante en 1979, et son album premier album chez eux "La Onda Va Bien" (littéralement "The Good Life" ou "La belle Vie") a été couronné par un Grammy award en 1979. Cal Tjader est devenu alors indubitablement le plus "fameux" leader non latin des Latin jazz bands : une distinction extraordinaire.
Pour la petite histoire, Carl Jefferson, président de Concord Records, dira qu'il a créé un label subsidiaire appelé Concord Picante pour le marché du Latin jazz. En réalité, il n'en est rien : Jefferson formera ce label spécifiquement pour promouvoir et distribuer le travail de Cal Tjader, qu'il venait juste de signer.
Cette période est marquée par l'abandon des sons d'instruments électroniques et rock backbeats pour revenir à un son plus classique qui a fait son succès. Il construit alors un nouveau combo de jeunes musiciens talentueux (probablement son meilleur groupe depuis The Modern Mambo Quintet de la fin des années 1950, avec • Mark Levine : piano, • Roger Glenn : flûte, • Vince Lateano : batterie, • Robb Fisher : basse, • Poncho Sanchez : congas.
Pour avoir été un grand musicien de scène, Cal Tjader est né en tournée, sa carrière prendra fin en tournée : sur la route avec son groupe, alors qu'il se rend à Manille, il fait une attaque cardiaque et décède le 5 mai 1982.

## Distinctions
- "Metronome Award For Vibes"[4]
- "Metronome Award Musician of the Year : Récompense du groupe de "Cal Tjader"[4]
- "DownBeat Award" récompensant le "Cal Tjader Quintet"[4]  featuring Luis Grant (bongos), Vince Guaraldi[5]] (piano), Cal Tjader (vibraphone), Al Torre (batterie) et Eugene Wright (contrebasse)[4] .
- 1981 : Grammy Award

## Reconnaissance posthume
Aux côtés de Lionel Hampton et de Milt Jackson, beaucoup de vibraphonistes aujourd'hui revendiquent Tjader comme influence déterminante de leur carrière, notamment Dave Pike, Spyro Gyra's Dave Samuels, et Ruben Estrada.
Ses nombreux enregistrements pour Fantasy et Verve et une longue présence dans la Francisco Bay area eurent une profonde influence sur Carlos Santana et sur le Latin rock en général. On reconnaît également à Cal Tjader la paternité de l’acid jazz et la co-fondation du label Skye Records avec ses amis Gábor Szabó et Gary McFarland.
De nombreux albums ont été réédités, notamment chez Verve. La discographie actuelle disponible en CD de Cal Tjader comprend 98 CD publiés ou réédités entre 1989 et 2008. Ils témoignent de l'importance de Cal Tjader pour la musique latine et le jazz qui le considère comme l'un des plus grands vibraphonistes du XXe siècle. Des années 1950 jusqu'à sa mort, il fut et demeure quasiment le maillon central entre les deux mondes du Latin Jazz et du bop; son génie, sa rythmique et sa façon de jouer du vibraphone lui permirent de maîtriser ces deux styles.
Concord, sa dernière maison de disques a édité en 2004 l'album “The Best of the Concord Years, 1979-1982,” une compilation de ses derniers enregistrements.
La Los Angeles Jazz Society a honoré par 3 fois Cal Tjader en 1995, en 1995 avec The Estrada Brothers et en 1996.

## Pat Tjader: son épouse
Pat Tjader, Patrica de son prénom, n'a conservé que la première syllabe de son prénom comme son mari, Callen, qui est devenu « Cal ». Elle a composé Land's End sur l'album Jazz at The Blackhawk de 1957. Cal Tjader lui a écrit et dédié une chanson[Laquelle ?].

## Ses principaux succès
Il connaît un premier succès dans les années 1950 avec Black Orchid.
Soul Sauce est sa meilleure vente de disques. Cal Tjader racontera plus tard : “I recorded that for MGM/ Verve in 1964. And it’s very strange, in a way, because I first started playing that tune in San Francisco clubs ten years earlier, in 1954. Then ten years later, it’s a hit in New York. You tell me! Willie Bobo played jawbone on that one, and Al McKibbon played congas. It was originally called ‘Guachi Guara’ but we knew that name wouldn’t make it, so we just called it Soul Sauce.”
L'album La Onda Va Bie est couronné par un Grammy award en 1979.

## Ses principaux instruments de jeu musical
- Vibraphone (instrument principal)
- Batterie
- Piano
- Timbales
- Bongos et congas

## Racines et influences musicales
Trois noms reviennent fréquemment dans les biographies que l'on peut trouver : Milt Jackson, George Shearing et Francisco Aguabella.

## Quelques formations de Cal Tjader
The Dave Brubeck Trio (1949-1951)
- Cal Tjader : percussions
- Dave Brubeck : piano
- Ron Crotty : basse

The Cal Tjader Trio (1953-1954) :
- Jack Weeks : basse
- John Marabuto ou, alternativement, Vince Guaraldi : piano
- Cal Tjader : vibraphone, percussions

The Cal Tjader Quartet (1954-1956) :
- Gene Wright : basse
- Al Torre : batterie, percussions
- Cal Tjader : vibraphone
- Vince Guaraldi : piano

The Cal Tjader Modern Mambo Quintet (1954-1962): 
- Bayardo "Benny" Velarde : timbales, bongos, and congas
- Cal Tjader : vibraphone
- Carlos Duran : basse
- Edgar Rosales (1954) puis Luis Miranda (1955-1962) : congas
- Manuel Duran : piano

Cal Tjader Sextet (à partir de 1958) :
- Bayardo "Benny" Velarde : timbales, bongos et congas
- Cal Tjader : vibraphone
- Carlos Duran : basse
- Luis Miranda : congas
- Manuel Duran : piano
- Stan Getz : saxophone

Cal Tjader New Sextet (1979-1982) :
- Mark Levine : piano
- Roger Glenn : flute
- Vince Lateano : batterie
- Robb Fisher : basse
- Poncho Sanchez : congas
- Cal Tjader : vibraphone

## Formations détaillées et discographie (albums studio, live et 45 tours)
Ici sont recensés les albums sur lesquels on retrouve Cal Tjader. Mis à part ceux attribués à Dave Bruebeck et les albums de collaboration artistique, le seul nom de Cal Tjader figure en général comme Artiste de l'album. Ils sont classés par type de formation.

### Dave Brubeck Octet (1946 - 1950)

#### Enregistrements studio
- 1950 : The Dave Brubeck Octet (Fantasy LP 3-3/EP 4003/EP 4004)
- 1950 : Dave Brubeck - Old Sounds From San Francisco (Fantasy LP 3-16)
- 19?? : The Dave Brubeck Octet (Fantasy LP 3239, LP 8094, OJC 101, OJCCD 101-2)

#### Enregistrements 45 tours
- 1950 : Dave Brubeck - What Is This Thing Called Love? / September In The Rain (Fantasy 510)
- 1950 : Dave Brubeck - Love Walked In / The Way You Look Tonight (Fantasy 509)
- 1950 : Dave Brubeck - IPCA / Let's Fall In Love (Fantasy 512)
- 1950 : Dave Brubeck - Prelude / Fugue On Bop Themes (Fantasy 511)

### Dave Brubeck Trio (1949 - 1950)

#### Enregistrements studio
- 1949 : The Dave Brubeck Trio (Fantasy LP 3-1 / LP 3-2 / Fantasy EP 4001)
- 19?? : Dave Brubeck Trio Featuring Cal Tjader (Fantasy LP 3331, LP 8073)
- 19?? : Dave Brubeck - 24 Classic Original Recordings (Fantasy F 24726, FCD 24726-2)
- 19?? : Dave Brubeck Trio (Pas de détail) (Fantasy EP 2-802)
- 19?? : The Dave Brubeck Trio, Vol. 1 (Fantasy LP 3204)
- 19?? : The Dave Brubeck Trio, Vol. 2 (Fantasy LP 3205; America (F) 30 AM 6095)
- 19?? : Dave Brubeck/Cal Tjader - Brubeck-Tjader (Fantasy LP 3332, LP 8074)

#### Enregistrements 45 tours
- 1949 : Dave Brubeck - 'S Wonderful / Spring Is Here (Fantasy 508)
- 1949 : Dave Brubeck - Sweet Georgia Brown / September Song (Fantasy 507)
- 1949 : Dave Brubeck - Undecided / That Old Black Magic (Fantasy 506)

### The Cal Tjader Trio (1950-1951)

#### Enregistrements studio
- 1953 : The Cal Tjader Trio > (Fantasy LP 3-9)
- 19?? : Cal Tjader Trio (Pas de details) (Galaxy 702, 701) (Réédition du milieu des années 70 = naissance de Galaxy records, filiale de Fantasy)

### Cal Tjader's Modern Mambo Quintet (1954 à 1962)

#### Enregistrements en public (Live)
- 1959 : Live and Direct (Fantasy LP 3315)
- 1962 : Cal Tjader Live and Direct > (Fantasy)

### Cal Tjader Quartet (1953 - 1962)

#### Enregistrements studio
- 1951 : Cal Tjader/Don Elliott - Vibrations > (Savoy MG 12054)
- 1953 : Cal Tjader: Vibist > (Savoy MG 9036)
- 1953 : Cal Tjader, Vol. 1 > (Savoy XP 8117)
- 1954 : Various Artists - The Jazz Giants Play Frank Loesser: Heart And Soul (Prestige PRCD 24193-2)
- 1957 : Cal Tjader ou The Cal Tjader Quartet > (Fantasy LP 3253)
- 1957 : Cal Tjader - Our Blues (Fantasy FCD 24771-2)
- 1961 : Cal Tjader Plays Harold Arlen > (Fantasy LP 3330, LP 8072, OJC 285)
- 1961 : The Cal Tjader Quartet > (Fantasy)
- 1962 : Saturday Night: Sunday Night at the Black Hawk, San Francisco > (Verve V/V6 8459)

#### Enregistrements 45 tours
- 1953 : Cal Tjader - Minority / I Want To Be Happy (Savoy 1120)
- 1953 : Cal Tjader - Love Me Or Leave Me / Tangerine (Savoy 1117)

#### Enregistrements en public (live)
- 1957 : Jazz at the Blackhawk > ((Fantasy LP 3241, LP 8096, OJC 436, OJCCD 436-2) • (At "The Blackhawk" à San Francisco, Californie, 20 janvier 1957)
- 1957 : Black Hawk Nights > (Fantasy FCD 24755-2)
- 1961 : Concerts In The Sun > (Fantasy F 9688, FCD 9688-2)

### Cal Tjader Quartet With Strings (1961)

#### Enregistrements studio
- 1961 : Cal Tjader Plays Harold Arlen > (Fantasy LP 3330, LP 8072, OJC 285)

### Cal Tjader Sextet (1954 - 1959)

#### Enregistrements studio
- 1954 : Plays Afro-Cuban > (Fantasy LP 3-17)
- 1959 : Cal Tjader Goes Latin > (Fantasy LP 3289, LP 8030)

#### Enregistrements 45 tours
- 19?? : Cal Tjader Sextet (pas de details) (Fantasy 540)

#### Enregistrements en public (live)
- 1958 : Cal Tjader's Latin Concert > (Fantasy/OJC) (faux Live ??? : "grabado sin público, simula que se trata de un concierto real")
- 1959 : Concert by the Sea, Vol. 1 > (Fantasy LP 3295, LP 8038) • (Live)
- 1959 : Concert by the Sea, Vol. 2 > (Fantasy LP 3341, LP 8098) • (Live)
- 1961 : Concerts In The Sun > (Fantasy F 9688, FCD 9688-2)
- 1973 : Monterey Concerts > (2LP Prestige PR 24026, PRCD 24026-2) • (Live)

### Cal Tjader Quintet (1954-1981)

#### Enregistrements studio
- 1954 : Plays Afro-Cuban > (Fantasy LP 3-17)
- 1955 : Tjader Plays Tjazz > (Fantasy LP 3211, LP 3278, LP 8097, OJCCD 988-2)
- 1956 : The Cal Tjader Quintet > (Fantasy EP 4050, EP 4049)
- 1957 : Más ritmo caliente > (Fantasy LP 3262, LP 8003)
- 1958 : Black Orchid (Fantasy F 24730, FCD 24730-2)
- 1995 : Sentimental Moods > (Fantasy F 24742, FCD 24742-2)
- 1965 : Soul Bird: Whiffenpoof > (Verve V/V6 8626)
- 1977 : Breathe Easy > (Fantasy /Galaxy GXY 5107)
- 1981 : The Shining Sea > (Concord Jazz CCD-4159) Enregistré en 1981 et sorti en 1992.

#### Enregistrements 45 tours
- 1965 : Cal Tjader - The Whiffenpoof Song / Soul Bird (Tin Tin Deo) (Verve VK 10364)

#### Enregistrements en public (live)
- 1960 : Concert On The Campus (Fantasy LP 3299, LP 8044, OJC 279)
- 1972 : Live at the Funky Quarters > (Fantasy F 9409) • (Live)
- 1977 : Grace Cathedral Concert > (Fantasy F 9677, FCD 9677-2) • (Live)
- 1990 : Latin + Jazz = Cal Tjader > (©1990 DCC Jazz DJZ-604). Live at the Red Onion, Aspen Colorado: poss. 1968

### Cal Tjader With Strings (1958)

#### Enregistrements studio
- 1995 : Sentimental Moods > (Fantasy F 24742, FCD 24742-2)

#### 1.10. Cal Tjader And His Orchestra

##### Formation
- 1954 : Dick Collins, John Howell, Al Porcino, Charlie Walp (tp) Cal Tjader (vib, tim) Manuel Duran (p) Carlos Duran (b) Edgard Rosales, Bayardo Velarde (cga, bgo) San Francisco, CA, September 21, 1954
- 1962 : Paul Horn, John Lowe, Don Shelton (reeds) Gene Cipriano, Bernie Fleischer (reeds -1,3/5) Cal Tjader (vib) Clare Fisher (p) Laurindo Almeida (g -1,3/5) Freddie Schreiber (b) Johnny Rae (per) Milt Holland (per -1,3/5) Ardeen De Camp (vo -2,6) Los Angeles, CA, March 5, 1962
- 1962 : Gene Cipriano, Bernie Fleischer, Paul Horn, John Lowe, Don Shelton (reeds) Cal Tjader (vib) Clare Fisher (p) Laurindo Almeida (g) Freddie Schreiber (b) Milt Holland, Johnny Rae (per) Los Angeles, CA, May 21, 1962
- 1964 : Donald Byrd (tp) Jimmy Heath (ts) Cal Tjader (vib) Lonnie Hewitt (p) Kenny Burrell (g) Richard Davis, John Hilliard (b) Bob Bushnell (el-b) Johnny Rae, Grady Tate (d) Willie Bobo, Armando Peraza, Alberto Valdes (per) NYC, November 20, 1964
- 1966 : Jerome Richardson (fl -1) Jerry Dodgion, Seldon Powell (fl -2) Cal Tjader (vib, cymb) Chick Corea (p) Bobby Rodriguez (b) Carlos "Patato" Valdes (cga, vocal interjections) Jose Mangual (tim, bgo) Victor Pantoja (per) Rudy Van Gelder Studio, Englewood Cliffs, NJ, February 9, 1966
- 1966 : Jerome Richardson (fl -1) Jerry Dodgion, Seldon Powell (fl -2/4) Cal Tjader (vib, cabasa, cymb) Chick Corea (p, arr -1, p -2/4) Bobby Rodriguez (b) Carlos "Patato" Valdes (cga, vocal interjections) Jose Mangual (tim) Victor Pantoja (per) Rudy Van Gelder Studio, Englewood Cliffs, NJ, February 10, 1966
- 1966 : Seldon Powell, Jerome Richardson (fl) Cal Tjader (vib, cymb) Chick Corea (p) Attila Zoller (g) Richard Davis (b) Grady Tate (d) Carlos "Patato" Valdes (cga, vocal interjections) Jose Mangual (tim) Victor Pantoja (per) Oliver Nelson (arr) Rudy Van Gelder Studio, Englewood Cliffs, NJ, February 11, 1966
- 1967 : Ernie Royal, Marvin Stamm (tp, flh) J.J. Johnson (tb) Alan Raph (btb) Jerome Richardson (fl, ts, bars) Cal Tjader (vib) Herbie Hancock (p -1,2,7/9) Patti Bown (p -3,5) John Bunch (p -4,6) Ron Carter (b -1,2,4,6/9) Richard Davis (b -3,5) Mel Lewis (d) Ray Barretto (cga) Bobby Rosengarden (per) Bobby Bryant, Benny Golson (arr) NYC, December 12, 1967
- 1971 : Luis Gasca, Pat Houston, Frank Snow (tp) Gerry Gilmore, Mel Martin (fl, as) Bill Perkins (ts) Cal Tjader (vib) Al Zulaica (el-p) Rita Dowling (syn) Jim McCabe (b) Guido (bag) Phil Escovedo, Ron McClure (el-b) Dick Berk, Lee Charlton (d) Michael Smithe (cga) Pete Escovedo (cga, vo) Coke Escovedo (tim, vo) San Francisco, CA, 1971
- 1973 : Louis Laurita, Jose Merino (tp) Jack Jeffers (btb, tu) Bobby Nelson (ts) Cal Tjader (vib) Charlie Palmieri (key) Bobby Rodriguez (el-b) Luis Rodriguez (cga) William Rodriguez (bgo) Enrique Davila, Tito Puente (tim) Victor Aviles, Ismael Quintana, Victor Velasquez (per, vo) Fantasy Studios, Berkeley, CA, February 8 & 9, 1973
- 1975 : Raul De Souza (tb) Hermeto Pascoal (fl) Cal Tjader (vib, mar) Aloisio Milanez (p) Egberto Gismonti (p, syn) Dawilli Gonga (el-p, key) David Amaro (g, el-g) Luiz Alves (b) Robertinho Silva (d, per) Los Angeles, CA, June, 1975

##### Enregistrements studio
- 1954 : Tjader Plays Mambo > (Fantasy LP 3-18 / Fantasy LP 3221, OJC 274, OJCCD 274-2)
- 1954 : Various Artists - The Jazz Giants Play George Gershwin's Wonderful (Prestige PRCD 24190-2)
- 1962 : Cal Tjader Plays the Contemporary Music of Mexico and Brasil > (Verve V/V6 8470)
- 1964 : Soul Sauce > (Verve V/V6 8614)
- 1966 : Soul Burst > (Verve V/V6 8637)
- 1967 : Hip Vibrations > (Verve V/V6 8730)
- 1971 : Agua Dulce > (Fantasy F 8416)
- 1973 : Primo > (Fantasy F 9422, OJCCD 762-2)
- 1975 : Amazonas > (Fantasy F 9502, OJCCD 840-2) • (avec des arrangements de claviers "wizard" de George Duke)

##### Enregistrements 45 tours
- 1966 : Cal Tjader - Soul Burst (Guajera) / Cuchy Frito Man (Verve VK 10397)

### Cal Tjader With Clare Fischer And His Orchestra
```
= Cal Tjader With Clare Fischer And His Orchestra (no details) (Fantasy F 8379)

= Cal Tjader Plays Harold Arlen And West Side Story (Fantasy FCD 24775-2)
```

### Autres albums de Cal Tjader (en cours d'attribution à des formations)

#### Enregistrements Studio
- 1961 : Cal Tjader Plays, Mary Stallings Sings > (OJC)
- 1966 : Latin for Dancers > (Fantasy)
- 1968 : The Prophet > (Verve V6-8769) - (arr. & cond. Don Sebesky)
- 1969 : Plugs In > (Skye SK-10)
- 1969 : Sounds Out Burt Bacharach > (Skye SK-6 / Vampisoul (Sp) VAMPI 038 / Passport Audio 1064)
- 1971 : Tjader > (Fantasy 8406)
- 1973 : Last Bolero in Berkeley> (Fantasy)
- 1975 : Last Night When We Were Young > (Fantasy F-9482)
- 1976 : Breathe Easy > (Fantasy / Galaxy Records 5107)
- 1977 : Cuban Fantasy > (Fantasy FCD 24777-2) - Réédité en 2003 (Fantasy 24777)
- 1978 : On a Gentle Note > (Muse MR-5168; 1978)
- 1978 : Huracán > (Crystal Clear CCS 8003)
- 1979 : La Onda Va Bien > (Concord Picante)
- 1980 : Gózame! Pero ya > (Concord Picante	CJP-133)

#### Enregistrements 45 tours
- 1969 : Moneypenny Goes For Broke / ? > (45 Skye 4510)
- 1971 : Evil Ways / First There Is a Mountain (45 Fantasy 659)

#### Albums posthumes
- 1984 : Good Vibes > (Concorde Picante CJP-247)
- 1990 : Cal Tjader: A Fuego Vivo > (Concorde Picante CJP-176) • Live d'août 1981
- 1990 : Latin + Jazz = Cal Tjader > (DCC 604)

#### Enregistrements en public (live)
- 1959 : Night at the Black Hawk > (Fantasy/OJC) • (Live)
- 1974 : Puttin' It Together > (Fantasy F-9463) ou Bits & Pieces (Fantasy F-9463; 1974/1973 (jacket: "Puttin' it Together") • Live
- 1977 : Here (Galaxy 5121, reissued on Fantasy 24743)
- 1980 : Battle Of The Horns (Aurex Jazz Festival)
- 1981 : A fuego vivo > (Concord Picante) • (Live at The Great American Music Hall, San Francisco, California, August 1981)
- 2003 : Cuban Fantasy (inédits de session d’enregistrement de l’album "Here" de 1977 | (Galaxy 5121, reissued on Fantasy 24743))
- 2008 : Cal Tjader Live At The Monterey Jazz Festival 1958-1980 > (Concord) • (Live)

## Autres enregistrements

### Avec Stan Getz - Cal Tjader Sextet

#### Formation
- 1958 : Stan Getz (ts) Cal Tjader (vib) Vince Guaraldi (p) Eddie Duran (g) Scott LaFaro (b) Billy Higgins (d) à San Francisco, CA, le 8 février 1958

#### Enregistrements studio
- 1958 : The Cal Tjader-Stan Getz Sextet > Avec Stan Getz (Fantasy) • (all-star studio session that includes a long version of Guaraldi's piece "Ginza").
Stan Getz With Cal Tjader (America (F) 30 AM 6069) (album compagnon)

= Stan Getz - Five Brothers (Prestige PR 24019)

#### Avec Lalo Schifrin Orchestra

##### Formation
- 1963 : Ernie Royal, Clark Terry (tp) Urbie Green (tb) Bob Northern (frh) Don Butterfield (tu) Walt Levinsky (fl, woodwinds) Leon Cohen, Irving Horowitz (ob) George Berg (basn, bcl) Phil Bodner, Phil Kraus (reeds, woodwinds) Stan Webb (woodwinds) Arnold Eidus, Leo Kruczek, Emanuel Vardi (vln) Charles McCracken (vlc) Robert Maxwell (harp) Cal Tjader (vib) Lalo Schifrin (p, arr, cond) Jimmy Raney (g) George Duvivier (b) Ed Shaughnessy (d) Johnny Rae (tim, per) Jack Del Rio (tamb, cga) NYC, April 23, 1963

##### Enregistrements studio
- 1963: Several Shades of Jade > (Verve V/V6 8507)
- 1963: Cal Tjader - China Nights c/w The Fakir (Verve VK 10300)

#### Cal Tjader With Stan Applebaum Orchestra

##### Formation
- 1963 : Jerry Dodgion (fl) Cal Tjader (vib) Lonnie Hewitt (p) Stan Applebaum (cel, arr, dir) Dick Hyman (org) 2 unknown (g) George Duvivier (b) unknown (d) unknown (tim) NYC, November 25, 1963

##### Enregistrements studio
- 1963 : Breeze from the East > (Verve V/V6 8575)

##### Enregistrements 45 Tours
- 1963 : "Cal Tjader - Sake And Greens / Shoji (Verve VK 10315)

#### Avec Cal Tjader et Charlie Byrd

##### Formation
- 1973 : Cal Tjader (vib) Mike Wolff (el-p) Charlie Byrd (g) John Heard (b) Joe Byrd (el-b) Dick Berk, Mike Stephans (d, per) Mayuto Correa (per)
- 1973 : Tambu > Avec Charlie Byrd > (Fantasy F 9453, OJCCD 891-2)

#### Avec Clare Fischer & Poncho Sanchez

##### Formation
- 1976 : Cal Tjader (vib, mar) Clare Fischer (p, el-p) Bob Redfield (g) Rob Fisher (b, el-b) Pete Riso (d) Poncho Sanchez (cga, per) Carmelo Garcia (tim) Fantasy Studios, Berkeley, CA, September, 1976
- 1977 : Cal Tjader (vib, tim) Clare Fischer (el-p) Bob Redfield (el-g) Rob Fisher (b, el-b) Pete Riso (d) Poncho Sanchez (cga, bgo) "Great American Music Hall", San Francisco, CA, June 17 & 18, 1977

##### Enregistrements studio
- 1976 : Guarabe > (Fantasy F 9533)
- 1977 : Cal Tjader Here (Galaxy GXY 5121)

#### Avec Anita O'Day & le Cal Tjader Quartet

##### Formation
- 1962 : Cal Tjader (vib) Lonnie Hewitt or Bob Corwin (p) Freddy Schreiber (b) Johnny Rae (d) Anita O'Day (vo) Los Angeles, CA, February 26, 27 & 28, 1962

##### Enregistrements studio
- 1962 : Time For Two > Avec Anita O'Day > (Verve V/V6 8472)

#### Avec Eddie Palmieri's Group

##### Formation
- 1958 : Julian Priester, Jose Rodriguez, Mark Weinstein (tb) Barry Rogers (tb, cga) George Castro (fl, per) Cal Tjader (vib) Eddie Palmieri (p) Bobby Rodriguez (b) Tommy Lopez, Manny Oquendo (d) Ismael Quintana (per) NYC, May 24, 1966 to NYC, May 26, 1966

##### Enregistrements studio
- 1966 : Cal Tjader/Eddie Palmieri - El Sonido Nuevo: The New Soul Sound > (Verve V/V6 8651)
- 1966 : Bamboléate, avec Eddie Palmieri (Tico) : album compagnon

##### Enregistrements 45 Tours
- 1966 : Cal Tjader/Eddie Palmieri - Guajira En Azul / Modesty (Verve VK 10431)

#### Avec Carmen McRae

##### Enregistrements Studio
- 1982 : Heat Wave > (Concord Jazz / Concorde Picante CJP-189)

### Participation aux sessions d'enregistrement
- 1956 : Gus Mancuso: Introducing Gus Mancuso > (Fantasy) : Cal Tjader & Vince Guaraldi
- 1958 : Gus Mancuso: Music From New Faces > (Fantasy) : Cal Tjader

### Divers
- 1974 : Toshiyuki Miyama & The New Herd With Guests* - The New Herd At Monterey. Enregistré en Live au 17e Annual Monterey Jazz Festival de 1974. (Titre D1. Manteca-Encore -19:55)[60].
- 1976 : Cal Tjader - Chris Connor - Paul Togawa : Sessions live ∫ Calliope Records Calliope CAL 3002 .
- 1976 : Cal Tjader - Chico Hamilton : Sessions live ∫ Calliope Records Calliope CAL 3011 .

## Les compilations Cal Tjader
- 1959 : Black Orchid (Fantasy F 24730, FCD 24730-2)
- 1965 : Cal Tjader's Greatest Hits (Fantasy 8366)
- 1968 : The Best Of Cal Tjader > (Verve V/V6 8725)
- 1968 : Cal Tjader - Return Engagement > (Verve V3HB 8843)
- 1969 : Fried Bananas: Gorgeous Bossanova & Latin Rhythms of the Brilliant Vibist
- 1971 : Tjader-ADE > (Buddah Records / Skye Productions On Buddah - Buddah BDS-19-SK)
- 1971 : Descarga > (Fantasy F 24737, FCD 24737-2) - Compilation Studio et Live
- 1973 : Doxy (Verve 2V6S 8820)
- 1973 : Los Ritmos Calientes (Fantasy F 24712, FCD 24712-2)
- 1977 : Cal Tjader Featuring Clare Fischer And Poncho Sanchez - Here And There (Fantasy F 24743, FCD 24743-2) - Compilation des 2 Albums
- 1978 : Tjader > (Fantasy)
- 1987 : Cal Pal > (BGP	BGP 1003)
- 1989 : Compact Jazz: Cal Tjader > (Verve	841 131-2)
- 1994 : Verve Jazz Masters 39 > (Verve Jazz Masters 39)
- 1994 : Cal Tjader with Willie Bobo and Mongo Santamaria - Latino! Compilation des 2 albums studio de 1960. 15 Titres
- 1995 : "Soul Sauce" > (Saludos Amigos CD 62073)
- 1995 : Cal Tjader's Greatest Hits (Concord Records)
- 1996 : Talkin' Verve - Roots Of Acid Jazz > (Verve Records 531 562-2)
- 1999 : Ultimate Cal Tjader > (Verve)
- 2000 : Mambo sangria > (BOA 1010 / Fabulous (E) FABCD200)
- 2001 : Both Sides of the Coin > (Concord Picante	CCD2-4975-2) - En fait 2 Albums réédités Concord Picante Réédités
- 2001 : Extreme > (Fantasy	FCD 24764-2) En fait 2 Albums réédités Cal Tjader Trio (19??) /Breathe Easy (1977)
- 2002 : Cal Tjader - Our Blues (Fantasy FCD 24771-2) - En fait 2 Albums réédités Live et Studio respectivement : Concert On The Campus (1960) & Cal Tjader (1957)
- 2004 : The Best of the Concord Years, 1979-1982 > (Concord Records)
- 2005 : Fried Bananas > (Réédition : El (E) ACMEM45CD)
- 2008 : Soulful Vibes > (Verve - Verve Jazzclub Original recordings, 1963-1967) Featuring Chick Corea, João Donato, Claus Ogerman, Eddie Palmieri, Armando Peraza, Lalo Schifrin, Don Sebesky and many others

## Les Inédits Verve[Quoi ?]

### Cal Tjader And Gary McFarland
1963 : Gary McFarland, Cal Tjader (vib) session du 6 décembre 1963
- 63VK704	Original, No. 1	Verve unissued
- 63VK705	Greensleeves

### Cal Tjader and others
1964 : Cal Tjader (vib) and others (NYC, November 17, 1964 & NYC, November 23, 1964))
- 64VK587	Willow Weep For Me	Verve unissued
- 64VK588	Joey Joey	-
- 64VK592	Dream Lover	Verve unissued
- 64VK593	Monkey Beams	-
- 64VK594	unknown title	-

## Tribute albums
- 1986 : Louie Ramírez: Tribute to Cal Tjader > (Caimán)
- 1995 : Poncho Sanchez: Soul Sauce: Memories of Cal Tjader > (Concord)
- 2003 : Paquito d'Rivera and his Latin Jazz Ensemble with Louie Ramírez: A Tribute to Cal Tjader > (Yemayá)